# Borkow
Borkow ist eine Gemeinde im Landkreis Ludwigslust-Parchim in Mecklenburg-Vorpommern. Sie wird vom Amt Sternberger Seenlandschaft mit Sitz in der Stadt Sternberg verwaltet.

## Lage
Borkow liegt zwischen Goldberg und Sternberg im Bereich der Sternberger Seenplatte. Die Gemeinde befindet sich inmitten einer bewaldeten Seenlandschaft. Zu den Seen im Gemeindegebiet zählen der Kleinpritzer See, der Borkower See, der Rothener See, der Woseriner See und der Entensee. Durch den am Kleinpritzer See gelegenen Ortsteil Schlowe führt die Bundesstraße 192 und fließt die Mildenitz. In diese mündet bei Neu Woserin die Bresenitz. Höchster Punkt im Gemeindegebiet ist der Hohe Berg mit 77 m ü. NHN.
Ortsteile der Gemeinde sind Hohenfelde, Rothen, Borkow, Neu Woserin, Schlowe und Woserin.

## Geschichte

### Borkow
Borkow wurde am 24. Juni 1283 erstmals urkundlich erwähnt als Borchowe sagena et piscina, als der Teich Borkow, der heutige Borkower See, dem Nonnenkloster Neukloster verliehen wurde. 1306 erfolgte durch Heinrich von Mecklenburg die Besitzbestätigung für das inzwischen Sonnenkamp genannte Nonnenkloster bei Neukloster. In einer weiteren Urkunde wird der Borkower See als innerhalb des Herrschaftsbezirks an der Mildenitz liegend genannt.
Der Name stammt vom altslawischen borŭ für Kampf oder bor für Fichte ab. Der Name bedeutet demnach entweder Ort des Kampfes oder Fichtenwald. Kegel, Hünen- und Urnengräber zeugen von einer früheren Besiedlung.
Das Dorf Borkow, mit seiner Feldmark im Winkel des Grenzflusses Mildenitz gelegen, war zu Woserin eingepfarrt. Die einschiffige Borkower Kapelle stammt vom Ende des 16. Jahrhunderts.
Am 5. Oktober 1583 wurde Borkow ein Lehngut des Klosters Dobbertin. Es war im 14.–17. Jahrhundert das Gut der Familie von Cramer. Von 1658 bis 1706 wohnte Matthias von Bülow auf Borkow. Er wurde im Bülowschen Erbbegräbnis der Woseriner Kirche bestattet. Er und sein gleichnamiger Sohn ließen zwischen etwa 1700 und 1720 das Gutshaus Borkow errichten. Der 1730 geborene Enkel Hans Friedrich Lothar August von Bülow unterschrieb 1755 den Landesvergleich mit. Nachdem 1762 auch sein Onkel Jobst Heinrich von Bülow verstorben war, wechselte das Gut häufiger den Besitzer. Gutsbesitzer waren bis zum Ende des 18. Jahrhunderts die Familie von Levetzow (1784/86), die Familie Segnitz, Christian Eggers (1822–1851), die Familie von Reichow, von Tiedemann (ab 1931) und Jordan Freiherr von Campe (1936–1945).
1857 hatte Borkow 193 Einwohner, eine Schmiede, eine Mühle, eine Ziegelei und Kalkbrennerei sowie die Fischerei. 1895 entstand noch eine Molkerei. 1887 wurde die Bahnstrecke Wismar–Karow gebaut, an der der Bahnhof Borkow lag; die Strecke wurde 1995 stillgelegt. Die Bahnhofsgastwirtschaft leitete bis 1935 der am 28. April 1890 in Hof Appelburg geborene Friedrich Roschlaub.
Nach dem Ersten Weltkrieg gründete Gastwirt Roschlaub den Borkower Radsportverein und organisierte diverse Radrennen in der Region. Seit 1. November 1929 war er Mitglied der NSDAP, Mitgliedsnummer 164.602, später auch Leiter des Amtes für Kommunalpolitik der Kreisleitung Güstrow der NSDAP und von Februar 1935 bis Mai 1945 Landrat des Kreises Parchim. Am 12. September 1968 starb er in Ratzeburg. Eines seiner Sondervorhaben war das adlige Damenstift im Kloster Dobbertin, wo er die Vorsteherin des Konvents Domina Auguste von Pressentin ablösen und als Vertrauensfrau Agnes von Bülow, die Leiterin der NS-Frauenschaft des Kreises Parchim, einsetzen ließ.
Nach 1945 wurde das Gut aufgelöst und es entstanden 54 Neubauernstellen sowie 1953 die erste LPG. 1966 hatte Borkow 266 Einwohner. Das Gutshaus diente nach dem Krieg der Unterbringung von Flüchtlingen und fand in der DDR-Zeit vielfältige Nutzung, so waren zeitweilig Schule, Kinderkrippe, Kindergarten und die Frauengruppe der Volkssolidarität dort untergebracht, ferner die Post, Zahnarzt, Bürgermeister, Frisör und Privatwohnungen. Im Keller befand sich der über die Grenzen der Gemeinde bekannte Jugendklub mit vielen Feiern. Der Saal fand Verwendung als Gemeindesaal.
Ab der Wende gehörte das Haus der Gemeinde Borkow, die es 1996 an die Familie Röhrdanz verkaufte. 1996/97 wurde das Gutshaus von Familie Röhrdanz renoviert und in sieben Ferienwohnungen umgewandelt. Die Nebengebäude wurden nach und nach hergerichtet und beherbergen Dauerwohnungen. Das Grundstück wurde im Laufe der letzten 25 Jahre durch Pflanzung von mehr als 80 verschiedenen Bäumen durch Artenvielfalt zu einem Naturrefugium aufgewertet.
Ab 2000 wurde ein Bebauungsgebiet am Borkower See ausgewiesen.

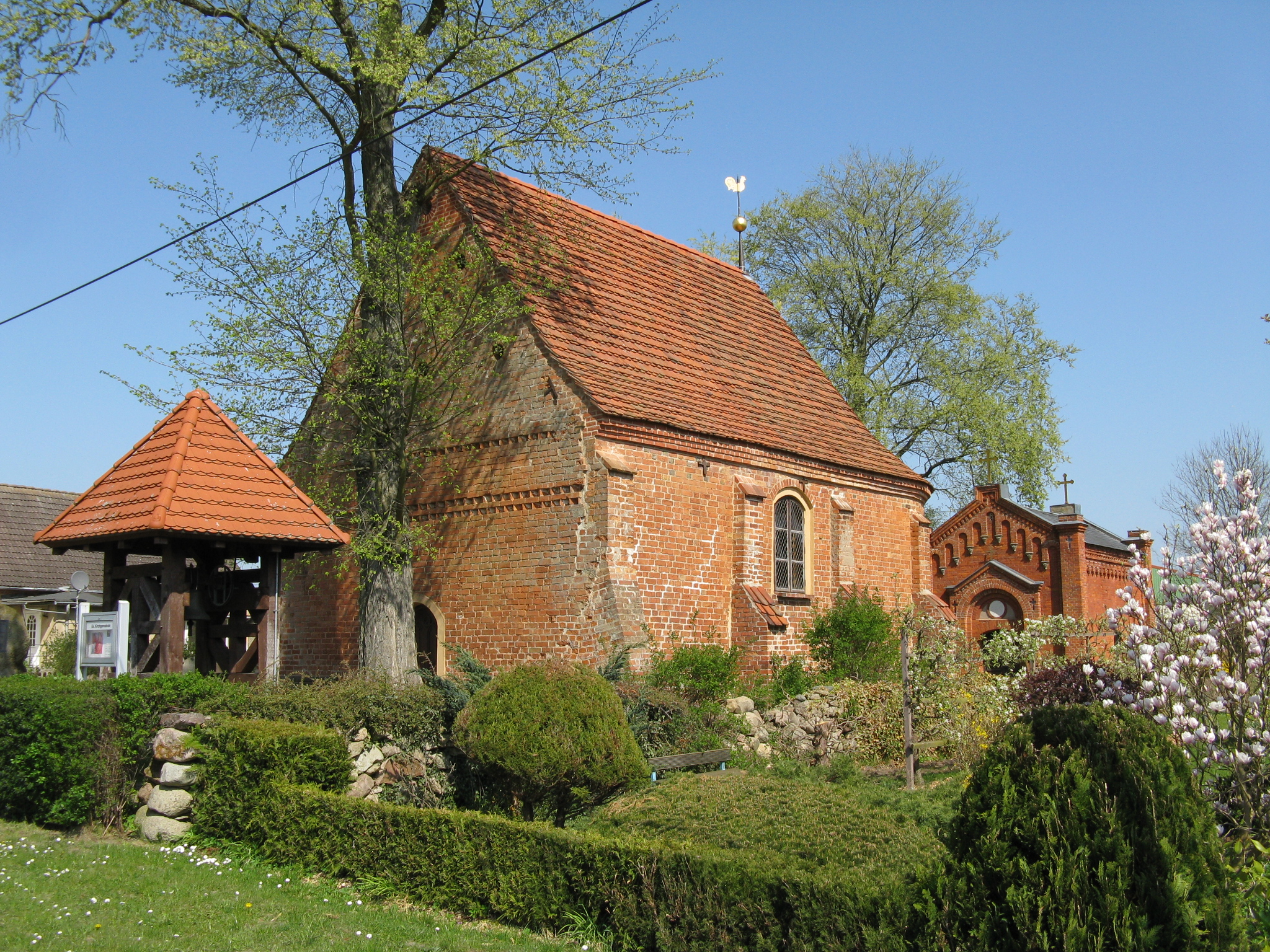
Kapelle (ehem. Gutskapelle) Borkow (2009)
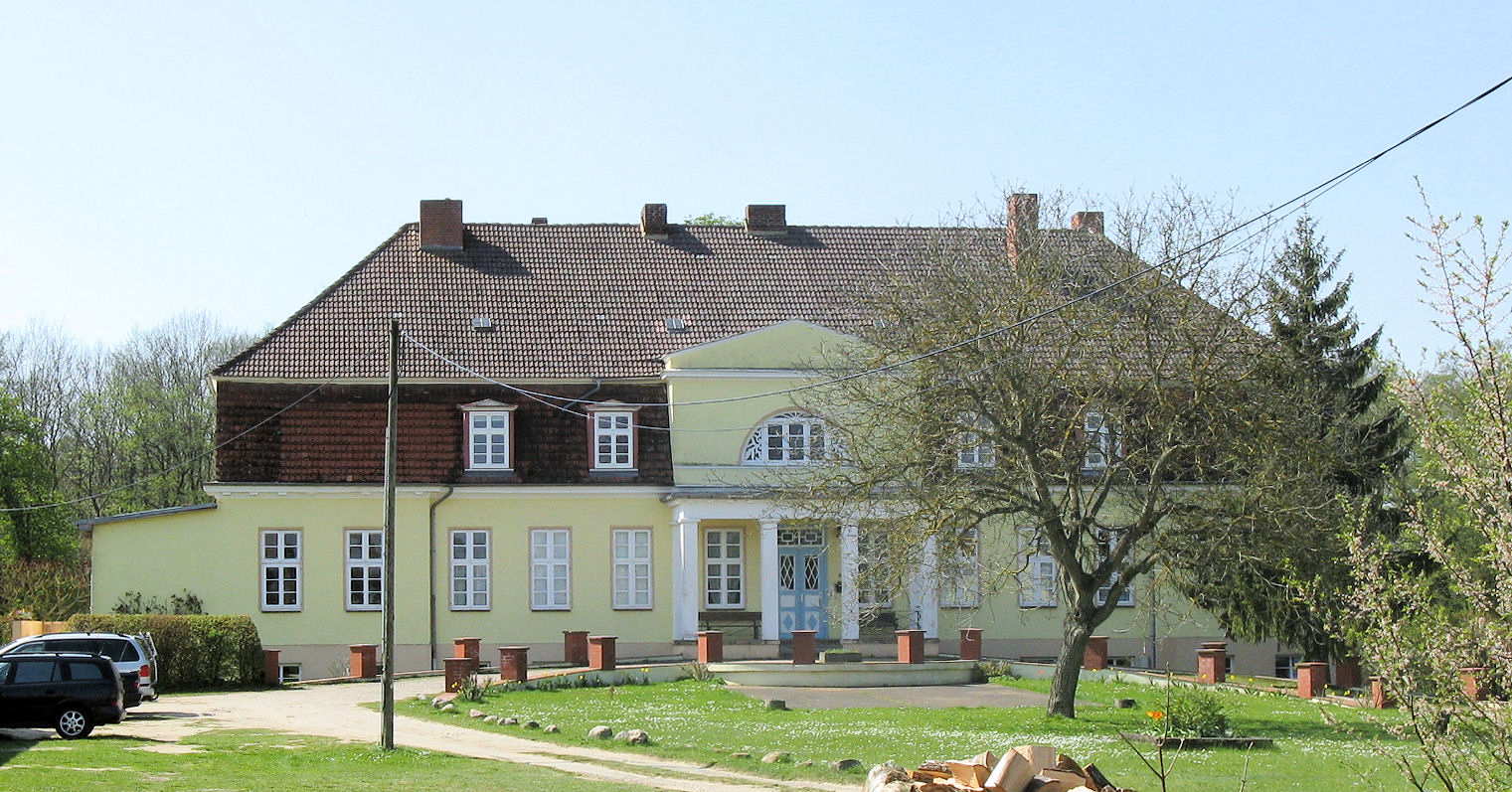
Gutshaus Borkow (2009)
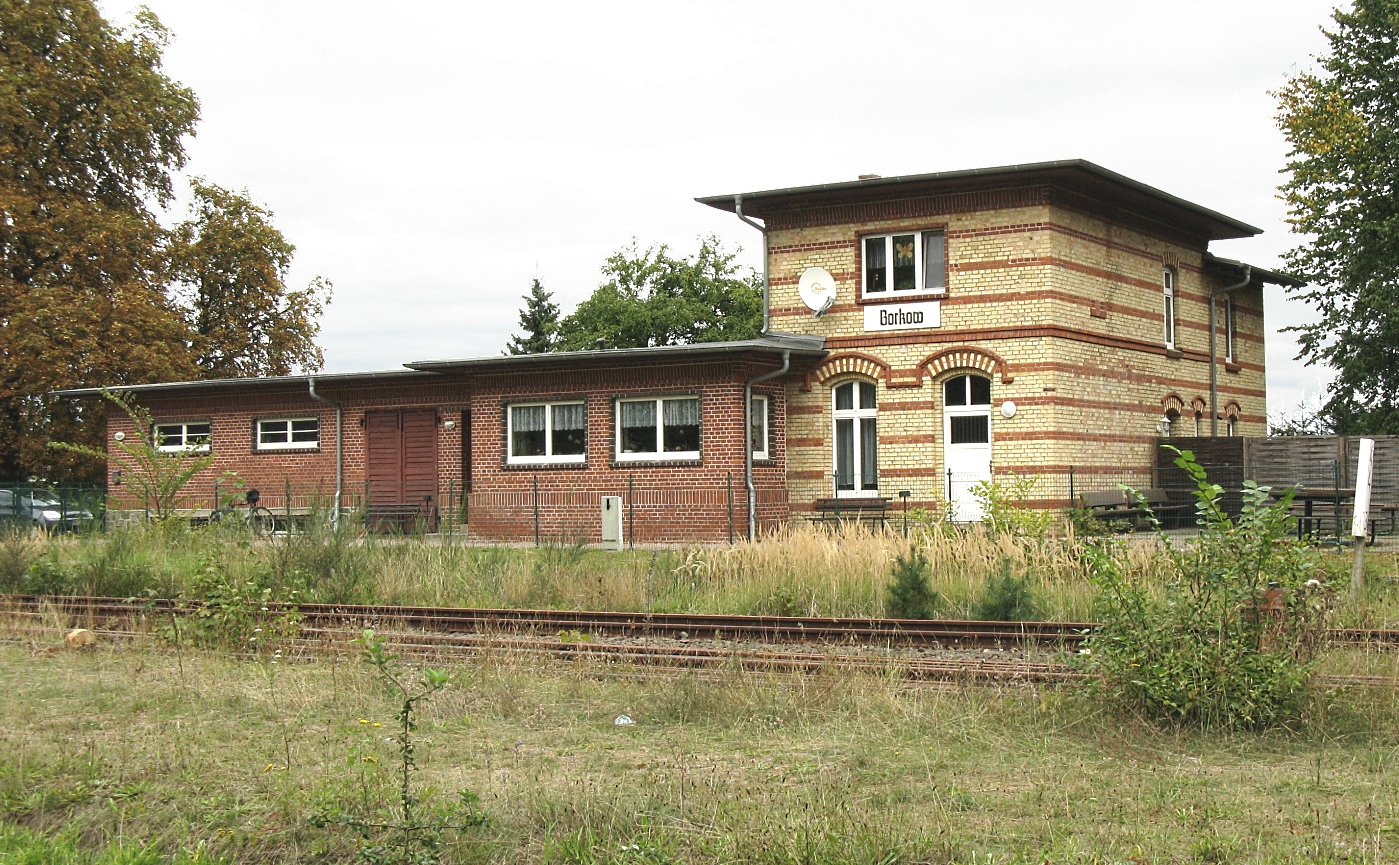
Borkower Bahnhof (2008)

### Rothen
Schon am 13. April 1325 wurde die Rothener Mühle an der Mildenitz urkundlich als up der molen to Roten erwähnt und gehörte damals Bernd Bellin auf Suckwitz und Bellin. Sie war sein Besitz und in keinem Zusammenhang mit den umliegenden Ortschaften stehend.
Im folgenden Jahrhundert war über Besitzer der Mühle nichts zu erfahren.
Am 18. November 1404 wurde auf der Rothener Mühle durch Vermittlung des Stralsunders Bürgermeisters Wulf Wulflam ein Friedensvertrag zwischen Lübeck und Mecklenburg vorbereitet. Der Lübecker Bürgermeister Jordan Pleskow hatte damals als Feldherr sein Hauptquartier in der Rothener Mühle an der Mildenitz und beherbergte wichtige Vertreter der beteiligten Hansestädte. Als Lübecker Ratsherr und Gesandter hatte er an den Verhandlungen mit Herzog Johann von Mecklenburg über das Schicksal von Albrecht von Mecklenburg in Rostock teilgenommen. Als militärischer Oberbefehlshaber der Hanse wurde er 1400 vom Lübecker Rat zum Bürgermeister bestimmt und schaffte es 1401, die Angriffe der Fürsten Balthasar von Werle-Güstrow und Barnim VI. von Pommern-Wolgast auf das Lübecker Landgebiet abzuwehren. Zur Vergeltung der Werlschen Raubzüge und Plünderungen zog Jordan Pleskow mit dem Lübecker Krieg durch Mecklenburg. Dabei waren auch die Vertreter der Hansestädte Hamburg, Rostock, Stralsund, Lüneburg, Greifswald und Lübeck. Die wohlhabende Bürgerstadt Sternberg wurde Waffenplatz der Lübecker. Fürst Balthasar musste mit den Lübeckern Frieden schließen. Als Verhandlungsort hatte man eine hinter Sternberg gelegene kleine unbekannte Mühle bei Rothen an der Mildenitz ausgesucht, die danach in Vergessenheit geriet. Mit dem Lübecker Bürgermeister Jordan Pleskow als militärischem Oberbefehlshaber des Hansebundes wurde ein weiteres Treffen in Wismar vereinbart. Dort wurde am 19. November 1404 der Friedensvertrag unterschrieben und gesiegelt. Im Wismarer Stadtarchiv ist das Original der Urkunde noch mit Fragmenten von Siegeln einiger Hansestädte erhalten geblieben.
Um 1567 hatte Dietrich von Plessen zwei Mühlen in Zülow und lag im ständigen Streit mit den von Restorff auf Bolz und Mustin als Besitzer der Rothener Mühle wegen der Wasserstände und des Aalfangs. Die Rothener Mühle befindet sich heute auf Mustiner Seite.
Rothen selbst wurde erstmals 1369 urkundlich erwähnt. Ursprünglich war die Feldmark Rothen eine sogenannte Pertinenz von Zülow, je ein Teil der Gutsherrschaft in Zülow und Borkow. Auch Rothen wurde im Dreißigjährigen Krieg zerstört, lag wüst und wurde nicht wieder aufgebaut. Zülow war im 18. Jahrhundert schon im Besitz der Familie von Bülow. Etwa 1750 wurde von Zülow aus in Rothen eine Schäferei eingerichtet. Es gab in Rothen nur zwei Bauernstellen, die auf Initiative der Zülower Gutsherren Bernhard Christoph von Scheel um 1790 gelegt wurden. Die Bauern mussten nach Gägelow umsiedeln. 1840 verkauften Vollrath von Oertzen und seine Geschwister das Gut Rothen an Friedrich Carl Heinrich Fabricius. Aus dieser Zeit stammt wohl auch das Gutshaus, weitere Umbauten erfolgten 1858.
Friedrich Fabricius betrieb im Gutshaus eine Schnapsbrennerei für Kartoffelschnaps. 1851 lehnte die Ritterschaftliche Brandschutzversicherung eine Versicherung ab, weil der Heuboden zu dicht an der Brennerei gelegen sei. Das Gutshaus wurde in dieser Zeit auch Branntweinpalais genannt. Nach finanziellen Schwierigkeiten wurde 1880 die Brennerei stillgelegt und Rothen an den Domänenrat Hans Ludwig B. Dehns aus Mestlin verkauft. 1887 kaufte der königlich preußische Rittmeister Adolf Friedrich von Oertzen vom Domänenrat Dehns das Gut Rothen mit einer Fläche von 1600 Morgen Land, zwei Drittel waren Schulden seines Schwiegervaters. Denn Adolf Friedrich von Oertzen war mit seiner Tochter Auguste Dehns verheiratet.
Das sehr kleine alte Haus wurde bis 1889 zu einem zehnachsigen, zweigeschossigen verputzten Gutshaus mit einem hohen Feldsteinkeller, der auf der Parkseite als ganzes Geschoss erscheint, umgebaut. Die Hofseite hat einen mittigen Eingang mit vorgesetzten Altan, datiert 1926, über vier sechseckigen Stützen. Der rechte Querbau an der Hofseite wurde mit einem flachen Giebel versehen. An der Sandsteintafel im Foyer ist das Datum 1889 vermerkt. Das stark abfallende Gelände und der Flusslauf der Mildenitz wurden für die Anlage eines Landschaftsparks genutzt.
Adolf Friedrich von Oertzen konnte sich mit der Mechanisierung der Landwirtschaft weitere Güter in Liessow, Rautenhof und Tessin kaufen. Er beteiligte sich 1908 auch am Bau der Landstraße zwischen Rothen und Borkow. Als Adolf Friedrich von Oertzen 1920 starb, übernahm sein Sohn Hennig von Oertzen das Gut Rothen. 1924 wurde beim Bau des Zülower Wasserkraftwerkes auch eine Feldbahn benutzt. Die Lokomotive setzte am 1. Mai 1924 die rechte Hofseite in von Brand. Für den Gutsbesitzer Henning von Oertzen war dies ein Glücksfall, wie er wortwörtlich schrieb. Denn die für den Brand verantwortliche Baufirma vom Wasserkraftwerk, Philipp Holzmann AG, bezahlte den Brandschaden. Mit den Versicherungsgeldern finanzierte Henning von Oertzen den Umbau des Gutshauses. Nach der Jahreszahl am Balkon über dem Eingang des Gutshauses wurde der Umbau 1926 beendet und bekam sein heutiges Aussehen. Um 1930 gehörten zur Gutsanlage Scheunen, Pferdeställe, Remise, Feldscheune, Kuhstall und Schmiede. Bis auf den Pferde- und Kuhstall, dem heutigen Rothener Hof, sind alle diese Wirtschaftsgebäude des Gutes verschwunden. Am 2. Mai 1945 verließen die von Oertzen das Gut Rothen über Borkow, Crivitz, Wittenburg in Richtung Westen.
Nach 1945 war das Gutshaus Wohnhaus, Konsum und Poststelle, Kindergarten und Jugendclub. Der Funkraum der Gesellschaft für Sport und Technik der DDR befand sich im ehemaligen Schlafzimmer und im Saal fanden Tanzveranstaltungen sowie Familienfeiern statt. Nach der Wende 1989 war die Gemeinde Borkow Besitzer des Gutshauses, danach wollte ein Berliner Investor es zum Hotel umbauen und 1997 kaufte der Lübecker Landwirt Bernhard Mein das Gutshaus. Er ließ das komplette Haus sanieren und richtete Ferienwohnungen ein. Nachdem Bernhard Mein 2002 tödlich verunglückte, verkauften seine Erben das Haus im Frühjahr 2004 an die Familie Gabriele und Christian Lehsten. Nach einer gründlichen Renovierung befinden sich seit Ende 2004 im ehemaligen Gutshaus Privat- und Ferienwohnungen.

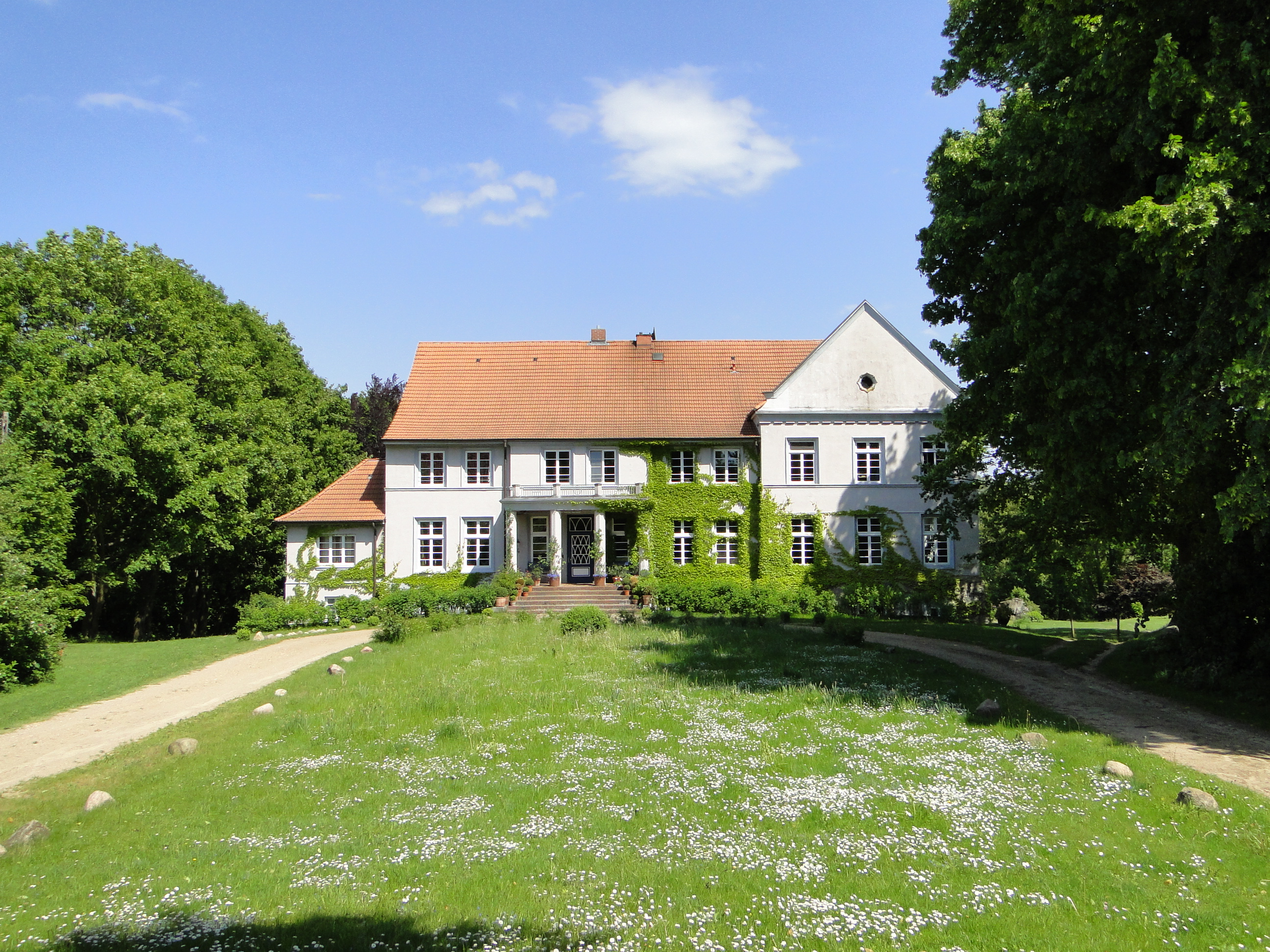
Gutshaus (2011)
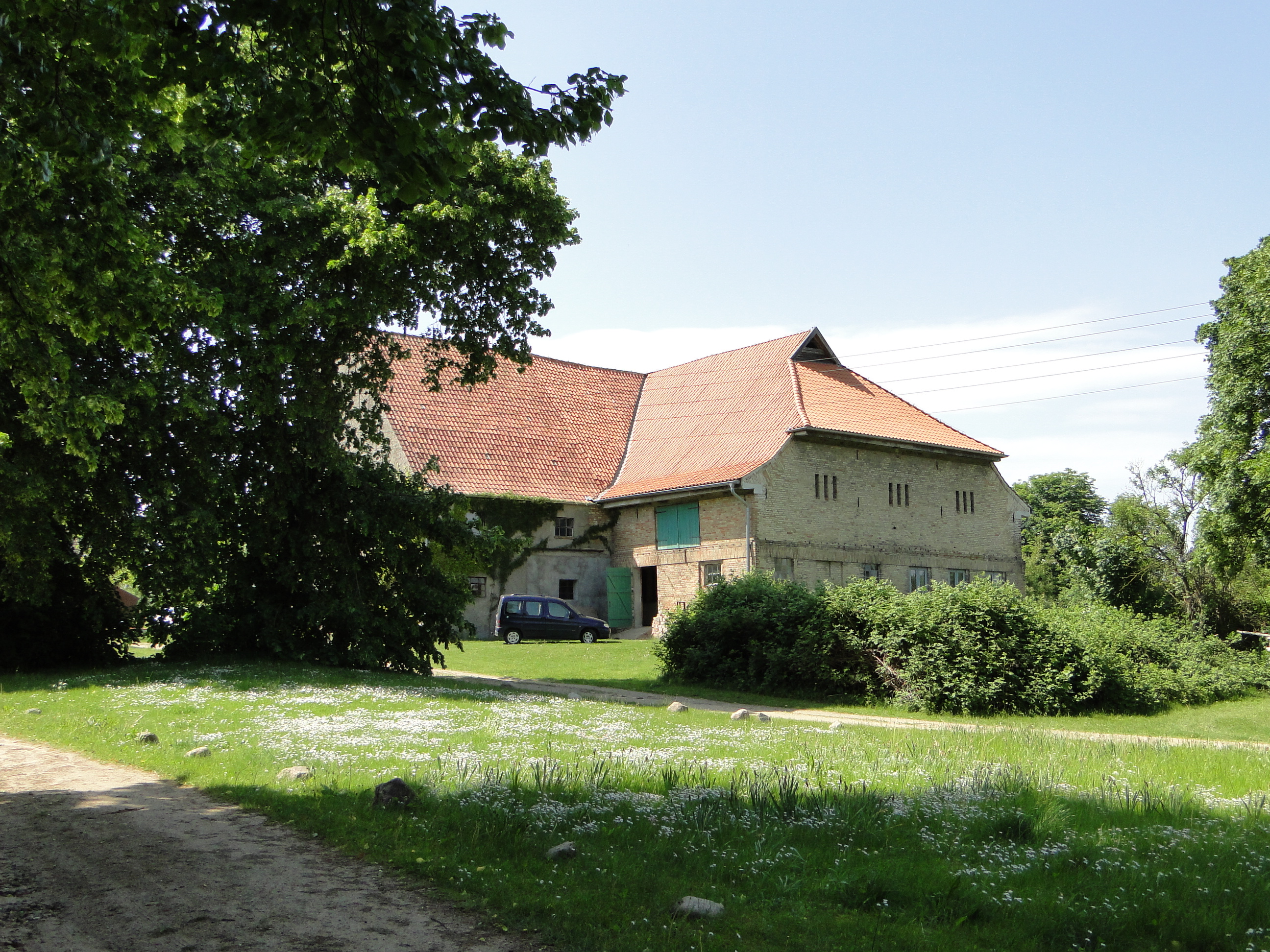
Wirtschaftsgebäude (2011)
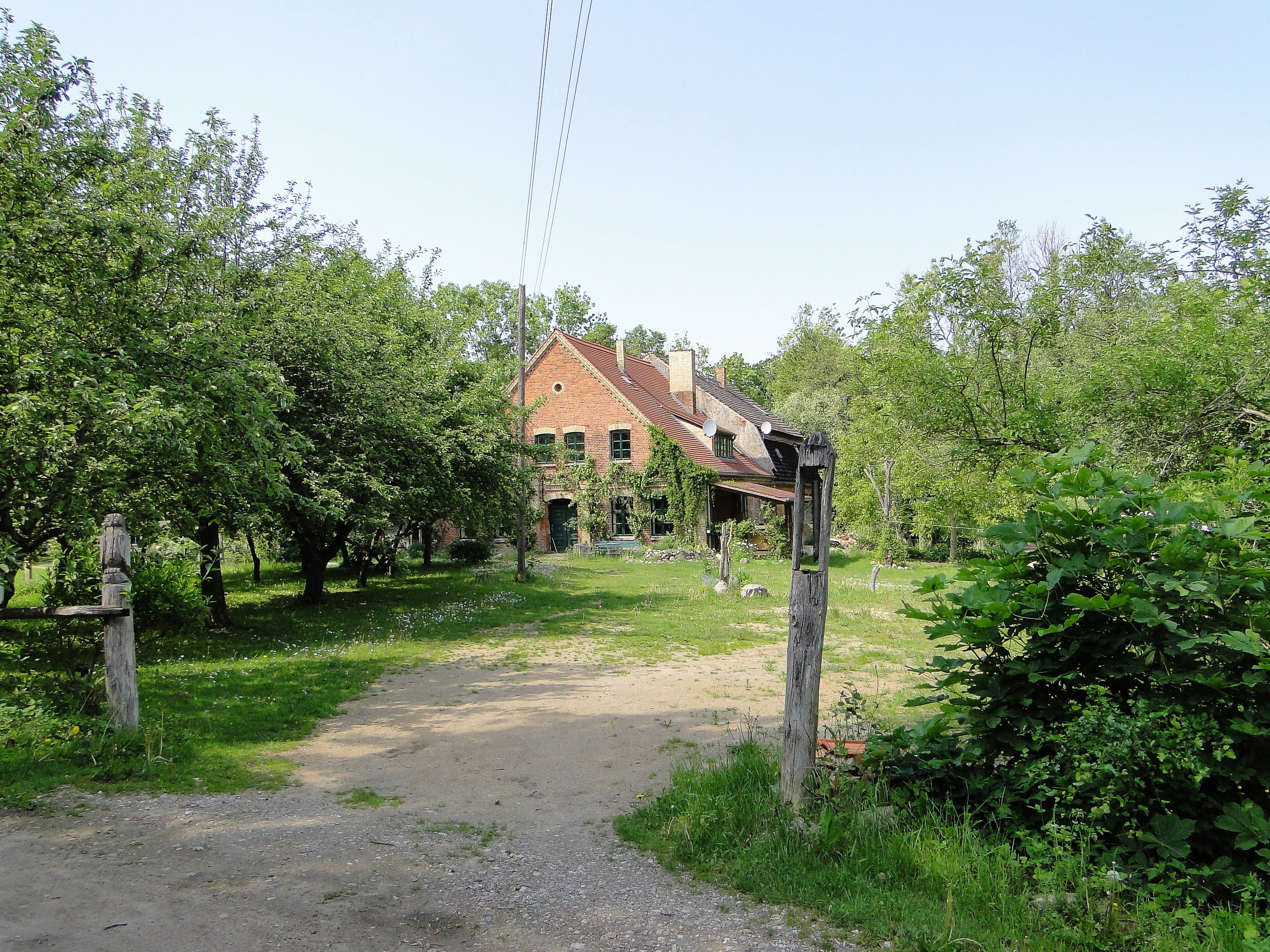
Ehemalige Mühle (2011)

### Schlowe
Schlowe (possessio Zloue) wurde 1267 erstmals erwähnt, als Papst Clemens IV. dem Nonnenkloster Neukloster einen Schirmbrief verlieh. 1272 bestätigte Nikolaus von Werle dem Nonnenkloster Neukloster den Besitz von Schlowe (Villa Zlove cum stagnis infra terminos positis).
Zwischen 1471 und 1505 gab Claus von Restorff aus Bolz dem Kloster Dobbertin die Pacht zu Schlowe. Am 5. Oktober 1583 verständigten sich Herzog Ulrich von Mecklenburg zum Gütertausch, der Herzog überließ dem Kloster Dobbertin die Feldmark Schlowe mit Äckern, Weiden und Holzungen und genannten Seen und die Lehnware an der Kirche in Dabel. Dafür überließ das Kloster dem Herzog alle Klosterrechte und alle Einkünfte aus den Dörfern Matersen, Kargeez und Upahl. Zwischen 1783 und 1799 gab es beim Verkauf der Güter Dinnies und Schlowe Streitigkeiten zwischen dem Pächtern Landrat von Pritzbuer und dem Kloster Dobbertin. 1790 gab es eine Klage gegen den Landrat Pritzbuer aus Woserin wegen einer abgehauenen Buche.
Schlowe wurde 1802 von Woserin abgetrennt und Staatsforst. In diesen Jahren gab es nur wenige bewohnbare Häuser.
Von 1821 bis 1859 gab es zwischen dem Kloster Dobbertin und dem Pächter (Pensionär) Wien aus Woserin ständig Differenzen und Klagen vor Gericht wegen Beeinträchtigung auf der Schlower Feldmark, wegen Koppelberechtigung im Schlower Sack und wegen Besitznahme einer Feldfläche und Fällen von Bäumen.

### Woserin
Woserin wurde am 27. Oktober 1234 urkundlich erstmals erwähnt (Woserin ecclesia cum omnibus pertinentiis suis), als der Schweriner Bischof Brunward dem Dobbertiner Nonnenkloster das Archidiakonat über die Kirche zu Woserin verlieh. Das Kloster Dobbertin hatte auch schon früh Hufen-Besitz und allerlei Gerechtigkeit am Woseriner See. Am 23. November 1237 beurkundet Nicolaus, Fürst von Rostock, die Grenzen und Scheiden des Dobbertiner Klostergebietes die helffte der Bach Bresenitz bis in den See Wozderim, dazu den halben teil des Sees Wozderim. Nicolaus, Herr zu Werle gab am 15. September 1292 dem Closter Dobbertin acht Hufen in Wozerin mit aller gerechticheit.
Bis 1319 hatten die von Woserin die Besitzungen am südwestlichen Teil des Woseriner Sees. Danach saßen bis 1675 die von Cramon auf Woserin. 1414 wurden die ersten Woseriner Bauern genannt. 1581 gab es Prozesse vor dem Reichskammergericht zwischen den von Cramon zu Woserin und dem Kloster Dobbertin zum Woseriner See. 1696 erwarb Jobst von Bülow auf Klein Pritz von Dorothea Ilsabe von Halberstadt a. d. H. Gottesgabe, der Witwe des dänischen Hauptmanns Balthasar Friedrich von Zülow, pfandweise das Gut Woserin. Nach seinem Tode gingen 1762 die Besitzungen an die Pritzbuer (Adelsgeschlecht) über und ab 1804 übernahm die herzogliche Kammer die Ländereien. 1913 war Hermann Felten und ab 1924 Walter Dehns die Pächter. Der ehemalige Gutshof ist in seiner Struktur heute noch erkennbar. Das verputzte eingeschossige Gutshaus von sieben Achsen Länge ist mit einem Mansardkrüppelwalmdach versehen. 1876 kam dort Otto Dehns zur Welt.
Woserin wurde am 1. Juli 1950 eingemeindet. 1966 hatte Woserin 189 Einwohner und 1983 waren es noch 50 Einwohner.

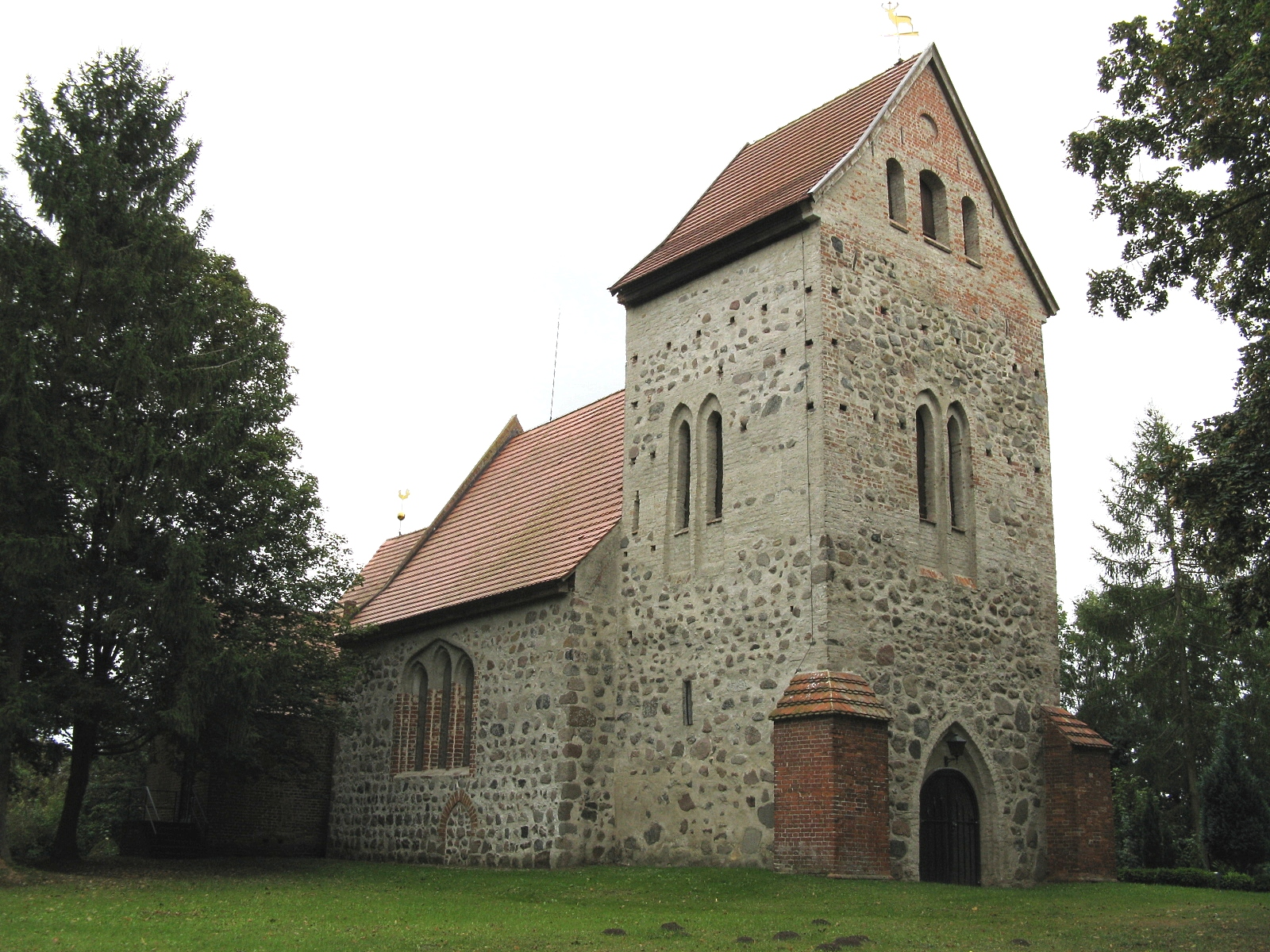
Dorfkirche (2009)
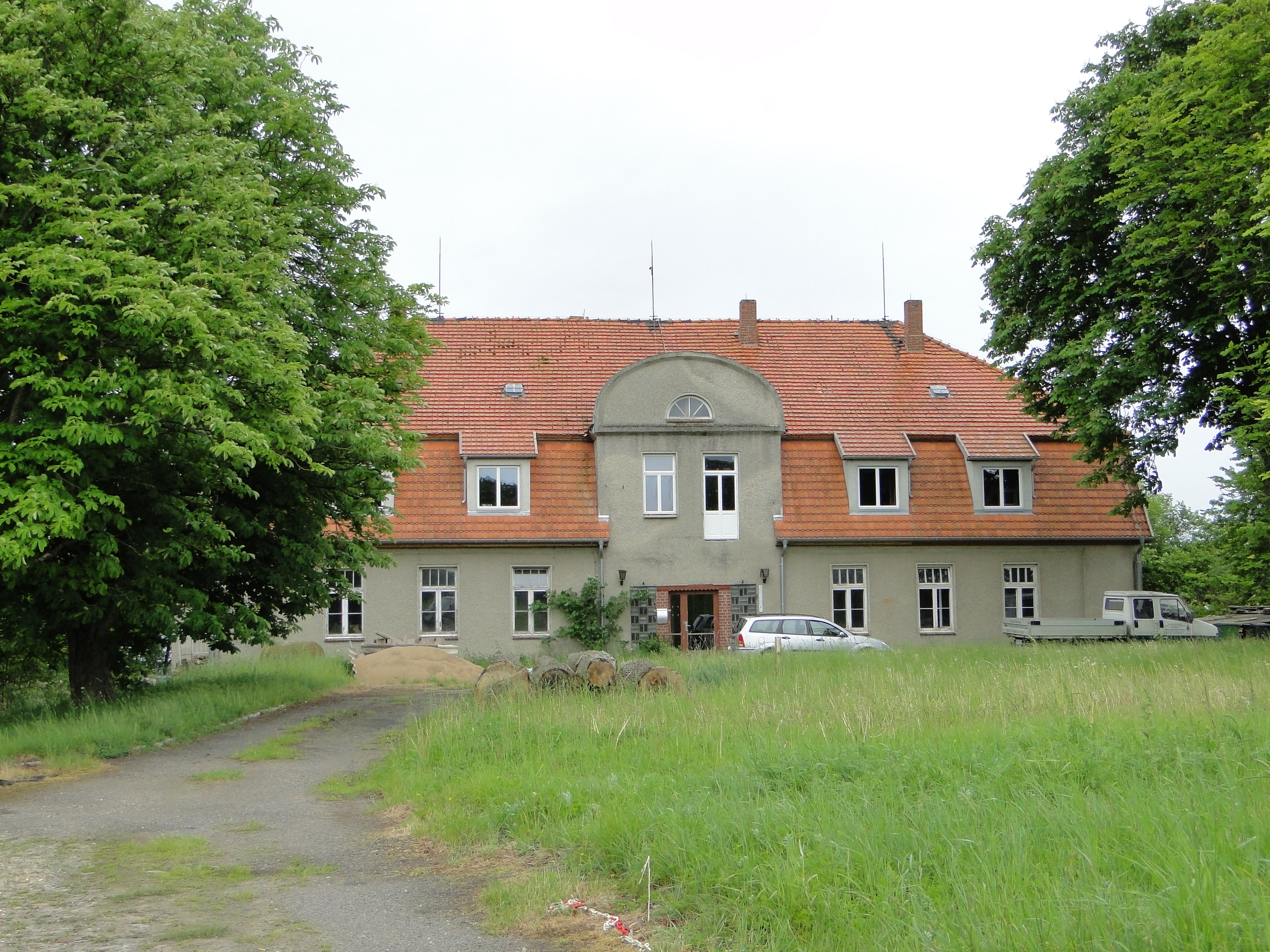
Gutshaus (2011)
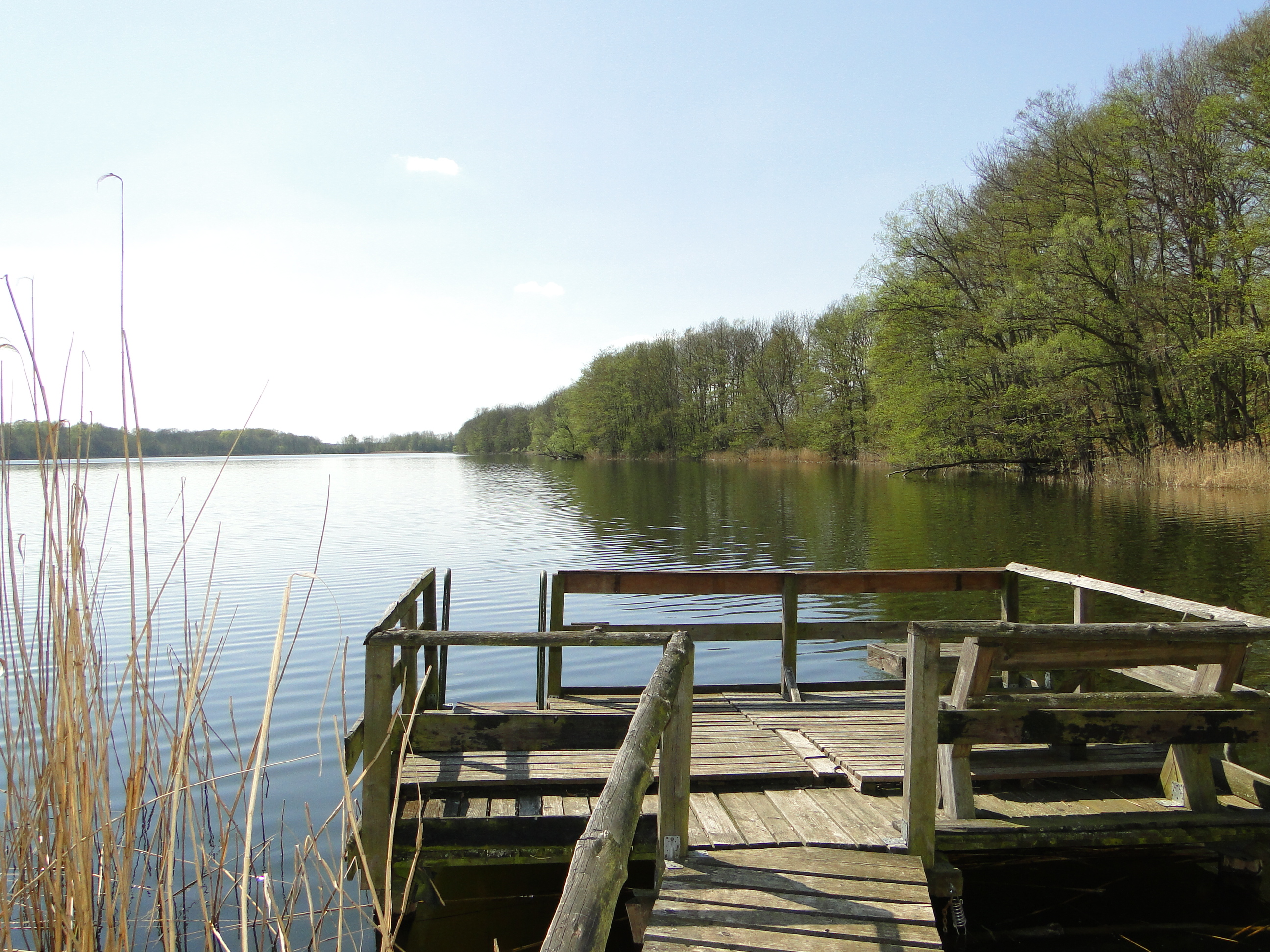
Woseriner See (2011)

### Neu Woserin
In den Jahren 1896 und 1897 wurden an der Chaussee von Borkow bis Dobbertin zehn Häuslereien gebaut. 1983 hatte Neu Woserin 40 Einwohner.

### Hohenfelde
Hohenfelde wurde von 1808 bis 1815 als Meierei erbaut. 1983 hatte Hohenfelde 30 Einwohner.

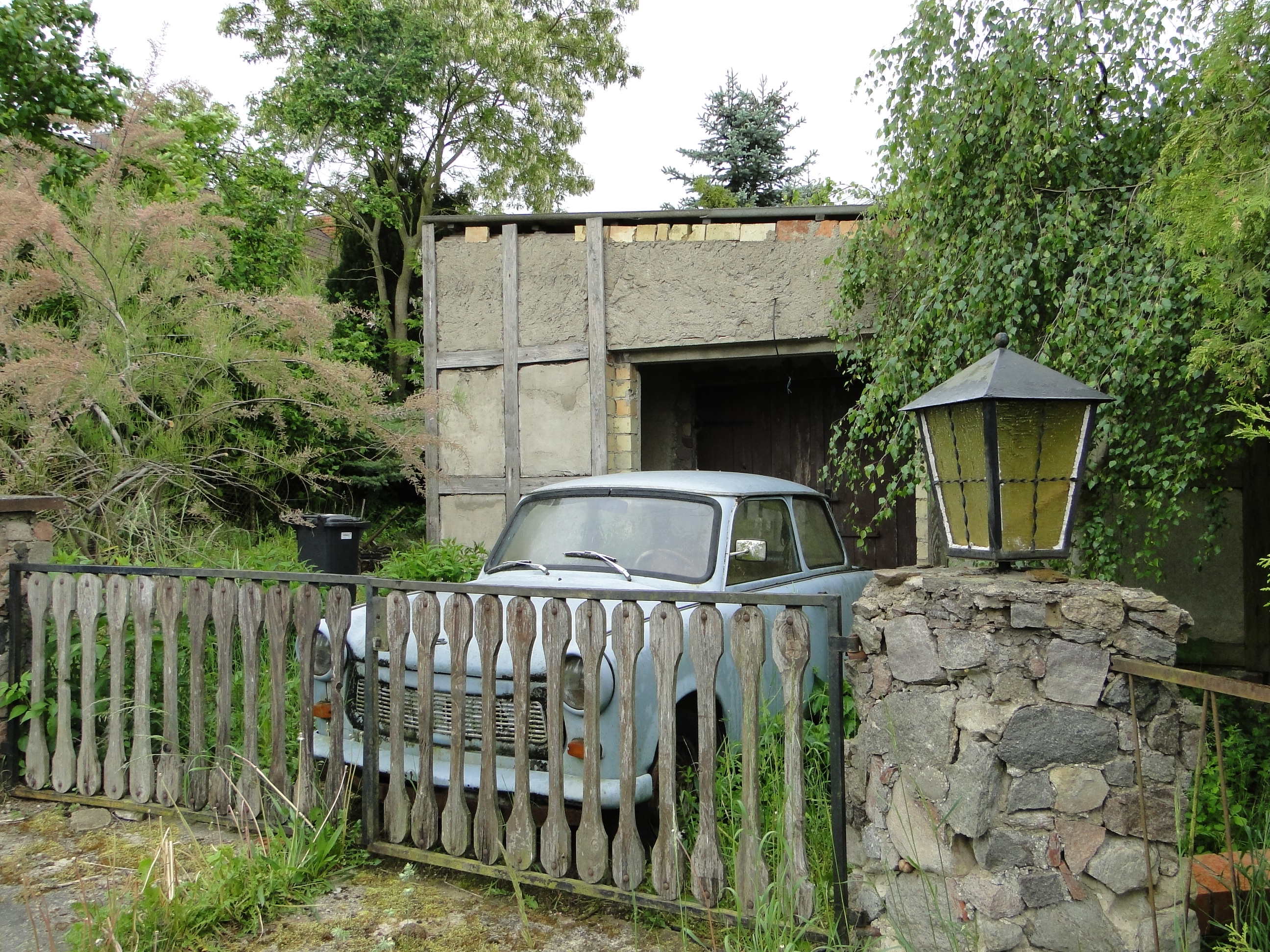
Hohenfelde (2011)

## Politik

### Gemeindevertretung und Bürgermeister
Der Gemeinderat besteht (inkl. Bürgermeister) aus sieben Mitgliedern. Die Wahl zum Gemeinderat am 26. Mai 2019 hatte folgende Ergebnisse:
| Partei/Bewerber                | Prozent | Sitze |
| ------------------------------ | ------- | ----- |
| Unabhängige Wählergemeinschaft | 36,27   | 2     |
| Die Linke                      | 19,69   | 1     |
| Einzelbewerber Niedzielski     | 16,71   | 1     |
| CDU                            | 10,76   | 1     |
| Einzelbewerberin Bölkow        | 10,20   | 1     |

Bürgermeister der Gemeinde ist Martin Wagner, er wurde mit 81,98 % der Stimmen gewählt.

### Dienstsiegel
Die Gemeinde verfügt über kein amtlich genehmigtes Hoheitszeichen, weder Wappen noch Flagge. Als Dienstsiegel wird das kleine Landessiegel mit dem Wappenbild des Landesteils Mecklenburg geführt. Es zeigt einen hersehenden Stierkopf mit abgerissenem Halsfell und Krone und der Umschrift „GEMEINDE BORKOW“.

## Sehenswürdigkeiten
- Kapelle Borkow aus Backstein, wohl Mitte des 15. Jahrhunderts mit halbrundem Chor und freistehendem Glockenstuhl.
- Frügotische kreuzrippengewölbte Feldsteinkirche Woserin von 1234 mit Chor, Langhaus sowie späterem Westturm.
- Gutshaus Borkow von um 1700–1720, Gutsbesitz von 1784 bis 1786  der Familie des Hofjunkers von Levetzow, 1822 bis 1851 Oberlandforstmeister Christian Eggers, 1931 bis 1936 Helmut von Familie von Tiedemann, 1936 bis 1945 Jordan Freiherr von Campe; ab 1997 von Familie Röhrdanz umgebaut und modernisiert.
- Das kleine um 1850 errichtete Gutshaus in Rothen wurde 1889 zu einem zweigeschossigen Gutshaus erweitert und 1926 mit heutigem Eingang versehen.
- ehemalige Rothener Mühle an der Mildenitz.
- Eingeschossiges Gutshaus mit Park in Woserin von um 1750 mit Mittelrisalit und Mansarddach; Gutsbesitz bis 1675 die Familien von Kramon, bis 1690 die von Moltke, bis 1802 die von Bülow und bis 1849 die von Pritzbuer, nach 1945 Ferienhaus und Privatbesitz.
- Draisinenstrecke entlang der Bahnstrecke Wismar–Karow von Karow (Damerower Kaserne) über Goldberg nach Borkow.
- Das Pfarrhaus Woserin war ab Mitte der 1980er Jahre Sommerhaus der Schriftsteller Christa und Gerhard Wolf.[33]
- Mildenitz Durchbruchstal.

## Persönlichkeiten
- Jobst Heinrich von Bülow (1683–1762), Provisor und bis 1762 Klosterhauptmann zu Dobbertin
- Hans Wilhelm Barnewitz  (1885–1968), Pädagoge, Studienrat und Heimatforscher.

### Gedruckte Quellen
- Mecklenburgisches Urkundenbuch (MUB)
- Mecklenburgische Jahrbücher (MJB)

### Ungedruckte Quellen
Landeshauptarchiv Schwerin (LHAS)
- LHAS 1.1-3 Kaufverträge.
- LHAS 1.5-4/3 Urkunden Kloster Dobbertin. Regesten Nr. 23, Schlowe.
- LHAS 3.2-3/1 Landeskloster/Klosteramt Dobbertin. 7.37 Schlowe, Gerichtsbarkeit.
- LHAS 5.12-3/1 Mecklenburg-Schwerinsches Ministerium des Innern. Amt Güstrow, Nr. 23252 Herstellung einer Nebenchaussee von Borkow nach Rothen.
- LHAS 9.1-1 Reichskammergericht. Prozeßakten 1495–1806.